# Hermann Bickler
Christian Hermann Bickler (encore appelé Lichten-Berger[réf. souhaitée], Faust ou Walter), (né le 28 décembre 1904 à Hottviller, mort le 8 mars 1984 à Vignone, Italie) était un autonomiste lorrain et un collaborateur français pendant la Seconde Guerre mondiale.

## Origine
Hermann Bickler est né au Welschhof, une ferme isolée dépendant de la commune de Hottviller, au-dessus du Kapellenhof, dans ce qui est alors l'Alsace-Lorraine. Il est fils unique d’un couple de mennonites : Jules Bickler, dont la famille était originaire du Hunsrück, et son épouse Madeleine Blaser.

## Période autonomiste
Il fait des études de droit à Strasbourg entre 1923 et 1927 et devient avocat dans cette même ville. Pendant ses études, il fonde en 1924 une association, le Studentischer Heimatbund, qui défend la langue allemande en Alsace-Lorraine. En 1927, il adhère à l'Unabhängige Landespartei de Charles Roos. En 1934, il ouvre un cabinet d'avocat à Strasbourg avec Pierre Bieber comme associé. Chef autonomiste en Alsace du mouvement de jeunesse Jungmannschaft, il assiste au congrès constitutif du Parti autonomiste breton à Rosporden en 1927 et devient l'un des principaux correspondant de Breiz Atao dans la revue Peuples et Frontières.
Dans les années 1930, il développe en Alsace des organisations de jeunesse inspirées du modèle de la Hitlerjugend. Le 18 juin 1936, il fonde le parti Alsacien-Lorrain (ELP). Ce parti est interdit le 21 avril 1939 ainsi que son journal Frei Volk. Le 31 octobre 1939, Hermann Bickler et plusieurs autres leaders autonomistes alsaciens sont internés à Nancy, d'où le surnom de Nanziger donné à ce groupe. Il est libéré par la Wehrmacht le 15 juillet 1940.

## Sous l'annexion
Commence pour Bickler une collaboration totale avec l'administration nazie. En septembre 1940, il est nommé Kreisleiter, c’est-à-dire chef du district de parti nazi, de Strasbourg. Il est reçu à la SS (no 367 776) le 6 septembre 1940 et nommé par le Reichsführer SS Himmler au cours d’une cérémonie.
Il se lance alors dans le nettoyage radical de tout ce qui, dans l’aspect des localités, rappelle la France ou sa langue. Comme fervent protestant (mennonite), il déplaît cependant au Gauleiter Wagner, mais il montre un zèle propagandiste en faveur de l'incorporation des Malgré-Nous dans l’armée allemande. En 1942, il démissionne de son poste de Kreisleiter et se porte volontaire pour le front de l’Est, mais le général Berger le nomme chef du bureau VI (Amt VI-espionnage) du Sicherheitsdienst (SD) à Paris. C'est là qu'il fait connaissance de l'écrivain Louis-Ferdinand Céline et sympathise avec lui. Il est chargé de la composition d'une Selbstschutzpolizei, police spéciale anti-terroriste composée de Français, formée dans le château de Vaucelles à Taverny, chargée de former des agents subversifs et des espions au service de la Gestapo et de la SS. Il est promu Standartenführer (colonel) et Fachführer (officier SS spécialisé). Le jour de l'attentat manqué contre Adolf Hitler, le 20 juillet 1944, il est arrêté par l’armée allemande, mais relâché aussitôt.
Il revient prudemment à Strasbourg le 11 août 1944, puis à Hornberg comme chef SD en Alsace, puis dans le sud-ouest de l’Allemagne. C'est lui qui, en mars 1945, fit obtenir à Louis-Ferdinand Céline, alors replié à Sigmaringen, les visas lui permettant de traverser toute l'Allemagne pour aller se réfugier au Danemark.

## L'après-guerre
En 1947, il est cité devant la Cour spéciale de Strasbourg pour trahison au profit d'une puissance étrangère avec 11 autres accusés, dont les 3 Kreisleiters d'Alsace en fuite (lui-même, Hauss et Lang), appartenant au groupe des Nanziger.
Son appartenance aux services secrets et ses relations avec ceux des États-Unis semblent lui avoir permis, après l’effondrement du Troisième Reich, d’échapper aux tribunaux français qui, en 1947, le condamnent à mort par contumace, à la confiscation de ses biens et à la dégradation nationale. Il se réfugie au Tyrol du Sud, puis s’établit vers 1963 en Lombardie à Leggiuno, près du lac Majeur, et se lance dans une carrière de négociant en textiles. Il est resté pendant cette période en relation épistolaire avec son ami Céline. Dans les années 1970 il vivait à Vignone, dans le quartier de San Martino, où il possédait une maison, non loin de la rive piémontaise du lac Majeur. C'est là qu'il a rédigé ses mémoires intitulés Ein besonderes Land : Erinnerungen und Betrachtungen eines Lothringers (« Un pays à part : souvenirs et réflexions d'un Lorrain »), publiés en 1978. Il y donne beaucoup plus de détails sur sa vision de l'Alsace-Lorraine que sur sa vie personnelle, faisant largement l'impasse sur les années de guerre. Il a eu huit enfants.